# Condado de Ralls
O Condado de Ralls é um dos 114 condados do estado americano de Missouri. A sede do condado é New London, e sua maior cidade é New London. O condado possui uma área de 1,253 km² (dos quais 33 km² estão cobertos por água), uma população de 9 626 habitantes, e uma densidade populacional de 8 hab/km² (segundo o censo nacional de 2000). O condado foi fundado em 1820.